# Hittnau
Hittnau (zürichdeutsch Hittni oder Hittnau) ist eine politische Gemeinde im Schweizer Kanton Zürich. Sie gehört zum Bezirk Pfäffikon. Auf Gemeindegebiet liegen auch die Ortschaften Ober- und Unterhittnau, Isikon, Hasel, Dürstelen, Schönau und Hofhalden.

Historisches Luftbild aus 300 Metern Höhe von Oberhittnau, aufgenommen von Walter Mittelholzer 1922

## Geographie
Hittnau liegt im Zürcher Oberland oberhalb des Pfäffikersees auf einem Sattel zwischen dem Kempt- und dem Tösstal. Die Hauptverbindung schafft die Verbindungsstrasse Pfäffikon ZH–Saland, auf der auch eine Busverbindung nach Bauma verkehrt.
Die Luppmen durchfliesst als Quellfluss der Kempt das Dorf als erste Ortschaft nach ihren Ursprüngen zwischen dem Golfplatz am Stoffel und den Riedern bis auf Bäretswils Pulten. Der höchste Punkt der Gemeinde ist der Stoffel mit 928 m ü. M., ein bewaldeter Berg der Almenkette links der Töss, zwischen Bachtel und Kyburg. Der tiefste Punkt der Gemeinde liegt an der Luppmen unterhalb der Mühle Balchenstal vor dem Tobelweiher auf 604 m ü. M. Das Gemeindegebiet liegt grösstenteils westlich des Stoffels. Von der Gemeindefläche dienen 47,1 % der Landwirtschaft, 37,4 % ist mit Wald bedeckt, 10,4 % sind Siedlungs- und 3,5 % Verkehrsfläche, 0,6 % sind Gewässer und 0,9 % unproduktive Fläche (Stand 2018).

## Geschichte
Hittnau wurde als Hittenouva im Jahr 905 erstmals urkundlich erwähnt. Der Ortsname setzt sich aus dem althochdeutschen Personennamen Hitto und dem althochdeutschen Substantiv ouwa ‹Land am Wasser; Insel› zusammen und bezeichnete damit ursprünglich das ‹Land am Wasser im Besitz des Hitto›.

## Bevölkerung
| Jahr | Einwohner |      | Jahr | Einwohner |
| ---- | --------- | ---- | ---- | --------- |
| 1467 | ca. 165   | 1634 | 448  |           |
| 1762 | 1300      | 1836 | 1963 |           |
| 1850 | 1817      | 1900 | 1338 |           |
| 1910 | 1255      | 1940 | 1292 |           |
| 1950 | 1320      | 1960 | 1357 |           |
| 1980 | 1347      | 1990 | 2078 |           |
| 2000 | 2965      | 2001 | 3012 |           |
| 2002 | 3031      | 2003 | 3111 |           |
| 2004 | 3150      | 2005 | 3182 |           |
| 2006 | 3197      | 2007 | 3302 |           |
| 2008 | 3378      | 2009 | 3425 |           |
| 2010 | 3467      | 2011 | 3464 |           |
| 2012 | 3506      | 2013 | 3555 |           |
| 2014 | 3629      | 2015 | 3585 |           |
| 2020 | 3728      | 2022 | 3753 |           |

## Politik
Gemeindepräsident ist Carlo Hächler (FDP, Stand 2023).
Bei den Nationalratswahlen 2023 betrugen die Wähleranteile in Hittnau: SVP 39,81 % (+3,58), SP 11,12 % (+1,18), glp 10,51 % (−0,71), FDP 8,59 % (−3,25), Mitte 7,90 % (+2,01), Grüne 6,54 % (−5,32), EVP 5,42 % (−1,02), EDU 3,38 (−1,10).

## Wappen
Blasonierung:
Von Schwarz und Silber geständert und ein mit einem schwarzen Adler belegter goldener Balken

## Sehenswürdigkeiten
Jakob-Stutz-Wanderweg:
Von Pfäffikon durch das Luppmentobel kommend, erreicht der thematische Wanderweg beim Tobelweiher den Geburtsort des Volksdichters (1801–1877). Von dort steigt der Weg zur Mühle Balchenstal, wo Stutz als Waise bei seiner Patin unterkam. Den Informationstafeln folgend, führt der Weg hinauf nach Unterhittnau und zum Hof Luspi, wo ein Freund des Dichters wohnte. In Isikon heissen die Stationen «Stutz Geburtshaus» und «Jakob-Stutz-Brunnen». Von hier steigt der Weg zum Reservoir über Ravensbühl und verlässt dort Hittnau in Richtung Wila-Tösstal-Sternenberg.

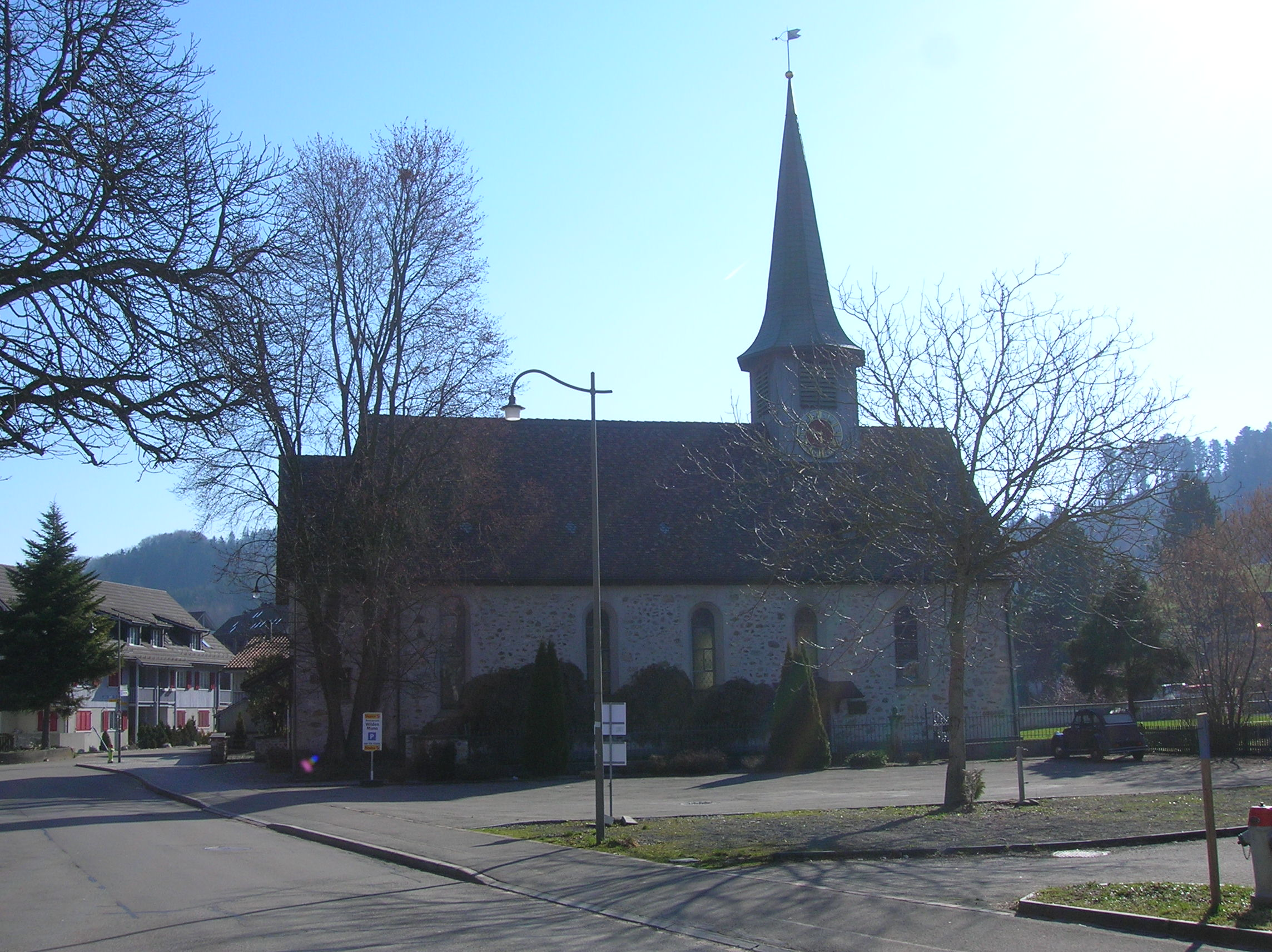
Reformierte Kirche von 1708
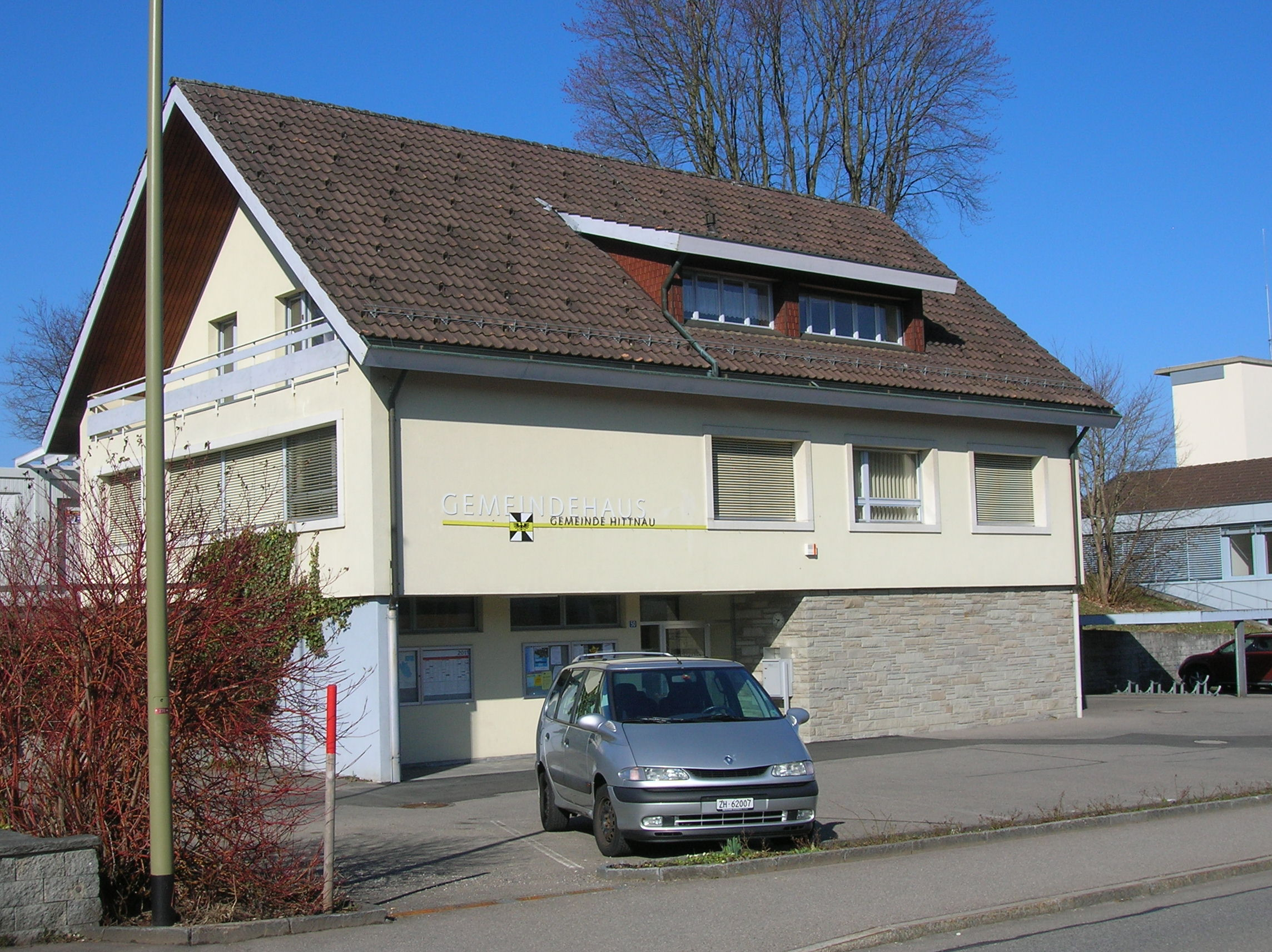
Gemeindehaus
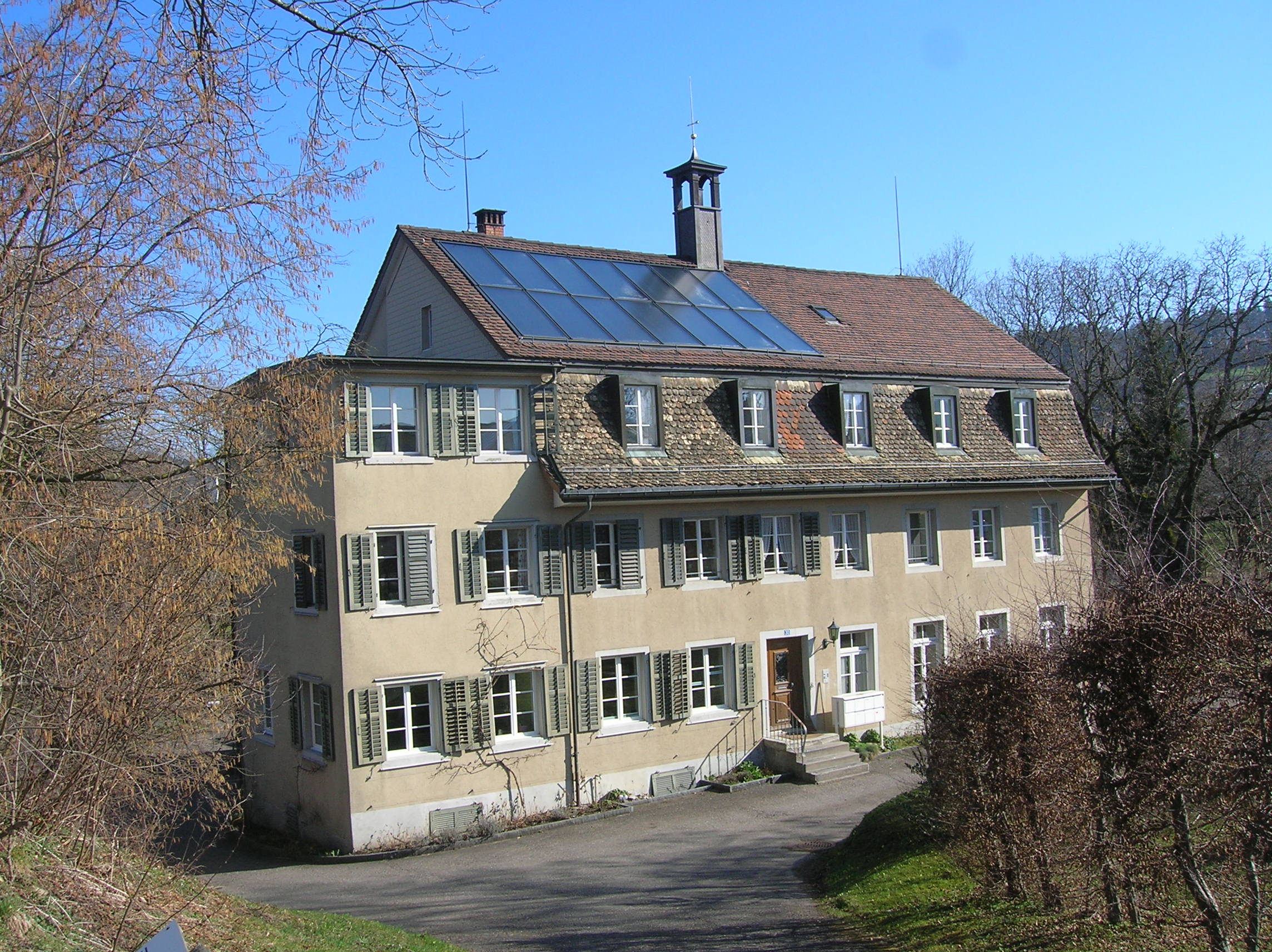
Ehemalige Weberei Stutz
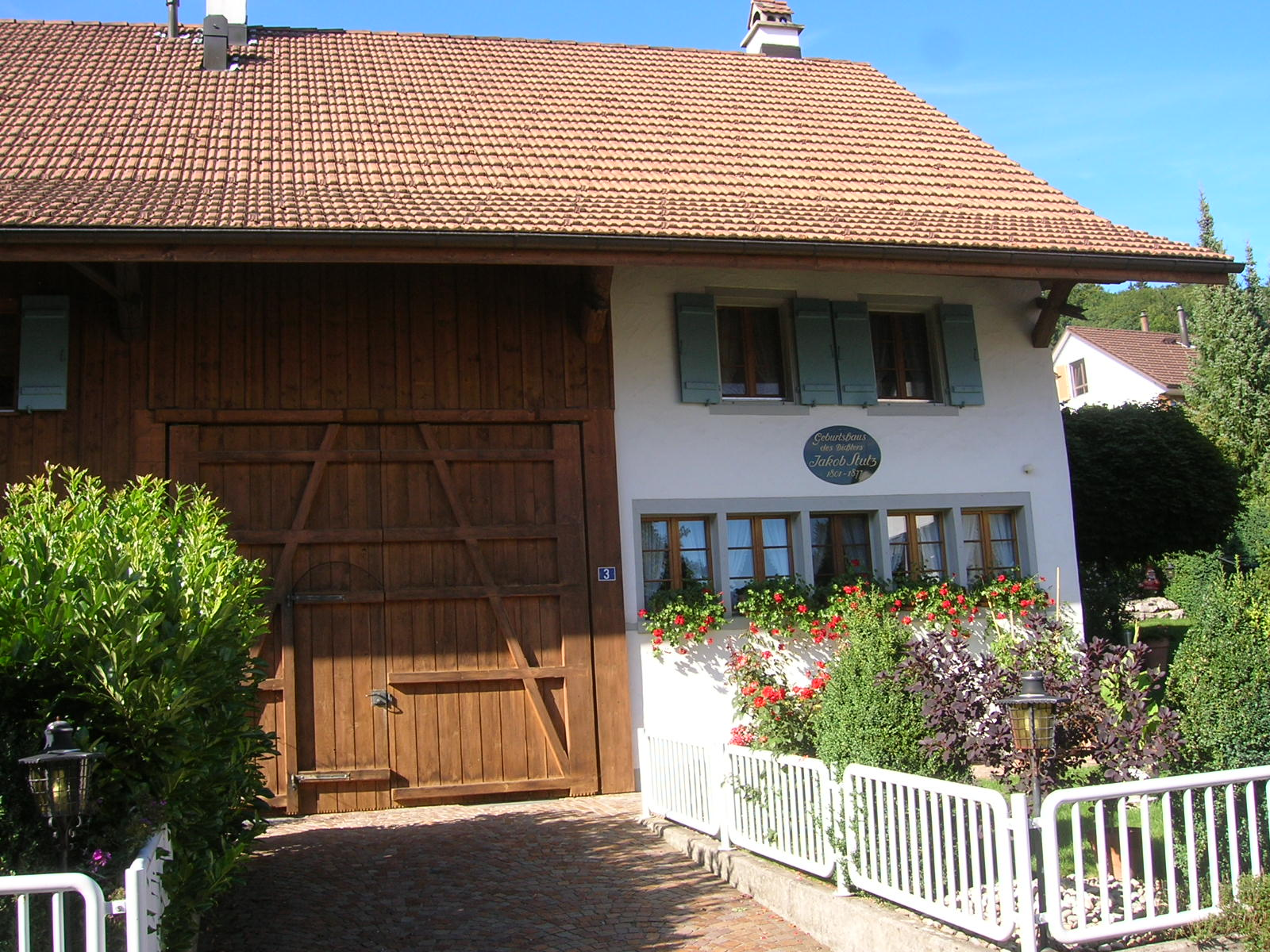
Geburtshaus von Jakob Stutz

## Persönlichkeiten
- Jakob Stutz (* 1801 in Isikon; † 1877 in Bettswil bei Bäretswil), Schriftsteller und «Volksdichter»
- Ernst Tappolet (* 1870 in Hittnau; † 1939 in Basel), Romanist und Mitbegründer des Glossaire des patois de la Suisse romande
- Alfred Hiestand (* 1943 in Hittnau), Unternehmer
- Kerstin Kündig (* 1993 in Hittnau), Handballnationalspielerin